# Elecciones parlamentarias de Maldivas de 2009
Las elecciones parlamentarias se llevaron a cabo en Maldivas el 9 de mayo de 2009. Fueron las primeras elecciones legislativas llevadas a cabo mediante la nueva constitución que preveía un sistema multipartidista.
Los partidos políticos en las Maldivas se legalizaron el 2 de junio de 2005 después de una votación unánime en el Majlis lo que permitió un sistema multipartidista en las elecciones presidenciales y parlamentarias, por primera vez en las Maldivas tras 30 años de gobierno autocrático de Maumoon Abdul Gayoom. El 28 de octubre de 2008, Mohamed Nasheed, líder del Partido Democrático de Maldivas (MDP) derrotó al presidente Gayoom en las elecciones presidenciales. Después de la elección, Nasheed y Mohammed Waheed Hassan fueron juramentados, respectivamente, en calidad de Presidente y Vicepresidente de las Maldivas el 11 de noviembre de 2008 en una sesión especial del Majlis.

## Resultados
| Partido Dhivehi Rayyithunge                  | 40,886  | 24.62%  | 28 | 36.36%  |
| Partido Democrático de las Maldivas          | 51,184  | 30.81%  | 26 | 33.77%  |
| Alianza Popular                              | 8,283   | 4.99%   | 7  | 9.09%   |
| Partido Dhivehi Qaumee                       | 5,854   | 3.52%   | 2  | 2.60%   |
| Partido Republicano                          | 7,001   | 4.22%   | 1  | 1.30%   |
| Partido Adhaalath                            | 1,487   | 0.90%   | —  | —       |
| Partido Social Liberal                       | 674     | 0.41%   | —  | —       |
| Gaumee Itthihaad                             | 518     | 0.31%   | —  | —       |
| Partido Democrático Islámico                 | 214     | 0.13%   | —  | —       |
| Congreso Nacional Maldivo                    | 119     | 0.07%   | —  | —       |
| Partido Reductor de la Pobreza               | 50      | 0.03%   | —  | —       |
| Independientes                               | 49,835  | 30.00%  | 13 | 16.88%  |
| Total                                        | 166,105 | 100.00% | 77 | 100.00% |
| Fuente: Electoral Commission of the Maldives |         |         |    |         |